# Blackmagic Design
Cet article possède un paronyme, voir Black Magic.
Blackmagic Design est une entreprise australienne fabriquant du matériel électronique pour la télévision et le cinéma. 
Blackmagic Design a été fondée en 2002 par Grant Petty, et fabrique de l'équipement pour l'acquisition vidéo, l'édition, la conversion ou encore l'étalonnage,,,,,,,,,,. Elle fabrique également ses propres caméras de cinéma numérique. Blackmagic Design est basé en Australie avec des bureaux aux États-Unis, à Amsterdam, au Japon et à Singapour,,,,.

## Produits

### Caméras

#### Blackmagic Cinema Camera
Il s'agit de la première caméra de cinéma numérique de la société. Présentée au NAB en 2012 , elle intrigue les professionnels du secteur qui voient en elle une caméra de cinéma abordable. Elle possède cependant de nombreux défauts notamment en matière d'ergonomie qui suscitent alors de nombreuses interrogations sur les capacités de cette caméra dans un flux de production. 
Elle fonctionne avec des optiques à monture MFT, possède un capteur 2,5K et annonce 13 diaphragmes de plage dynamique. Elle enregistre sur des SSD classiques de PC au format 2,5". Elle est capable d'enregistrer en CinemaDNG (en), Apple ProRes et Avid DNxHD. Mise à part quelques boutons, la majorité des fonctions de la caméra sont accessibles via son écran tactile. C'est aussi une des raisons pour lesquelles elle paraît moins ergonomique que d'autres appareils qui intègrent des boutons physiques, à l'image de la gamme cinéma de Canon.

#### Blackmagic URSA
Au NAB 2014, la société australienne présente la URSA, une caméra de cinéma numérique abordable au capteur Super 35 et pouvant enregistrer jusqu'à 60 images par seconde en 4K. Elle est disponible dès l'été 2014 en version EF (4K UHD) et PL (Full HD) puis en version B4 et HDMI plus tard dans l'année aux alentours de 5000€.

#### Blackmagic URSA Mini
Présentée au NAB 2015, elle est la version allégée de la URSA présentée l'année d'avant. Elle enregistre en RAW et ProRes sur des cartes CFast et dispose de connectiques professionnelles tout comme sa grande sœur (sortie vidéo 12G-SDI, entrées audio XLR...).

#### Blackmagic Pocket Cinema Camera
Au NAB 2013, la société annonce également la Black Magic Pocket Cinéma Caméra, une caméra de très petite taille, capable d'enregistrer en résolution Full HD et plutôt destinée aux amateurs confirmés ou aux reporters ayant besoin de beaucoup de maniabilité. La caméra est capable d'enregistrer en 1080p CinemaDNG ou ProRes, possède 13 diaphragmes de plage dynamique et est compatible avec la monture MFT pour un prix avoisinant les 800 €. Elle possède un capteur de 12,48x7,02 mm au format Super 16 et peut enregistrer en 23.98, 24, 25, 29.97 et 30 images par seconde. Elle dispose d'une entrée micro et ne peut pas prendre de photos.

#### Blackmagic Micro Cinema Camera
Annoncée au NAB, il s'agit d'une caméra très compacte dédiée aux prises de vues extrêmes ou discrètes. Équipée d'un capteur Super 16, elle produit des images en résolution Full HD. Elle dispose d'une monture micro 4/3 et est présentée comme adaptée pour la prise de vue avec drones.

### Anciennes caméras

#### Blackmagic Production Camera 4K
Au NAB 2013, la société annonce la Blackmagic Production Camera 4K, une caméra de cinéma semblable à la Cinema Camera mais capable d'enregistrer en résolution 4K à 30 images par seconde.
À l'occasion du NAB 2015, Blackmagic présente la URSA Mini qui fait disparaître la Cinema Production 4K du catalogue.

### Logiciels
Blackmagic Design distribue les deux logiciels suivants, chacun dans une version gratuite et une version payante (plus étoffée en fonctionnalités) :
- DaVinci Resolve : Logiciel d'étalonnage et de montage vidéo précédemment développé par Da Vinci Systems.
- Fusion : Logiciel de compositing, précédemment développé par eyeon Software.

Ces deux logiciels sont réunis au sein de DaVinci Resolve depuis la version 15 mais il existe aussi une version Fusion Studio 17 autonome (payante).